# Falaba (Schiff)
Die Falaba war ein 1906 in Dienst gestelltes Passagierschiff der britischen Reederei Elder Dempster & Company, das für den Passagier- und Frachtverkehr von Großbritannien zu den britischen Kolonien in Britisch-Westafrika eingesetzt wurde. Am 28. März 1915 wurde das Schiff im St. Georgskanal von einem deutschen U-Boot versenkt, wobei 104 Menschen ums Leben kamen. Die Falaba war eines der ersten im Ersten Weltkrieg versenkten britischen Handelsschiffe und das erste, auf dem ein US-amerikanischer Staatsbürger ums Leben kam.

## Das Schiff
Der Passagier- und Frachtdampfer Falaba wurde auf der schottischen Werft Alexander Stephen and Sons am Fluss Clyde in Glasgow gebaut. Er lief am 22. August 1906 vom Stapel und war im Oktober desselben Jahres fertiggestellt. Die Dreifachexpansions-Dampfmaschinen, die auf einen Propeller wirkten, leisteten 654 PS und verhalfen dem Schiff zu einer Reisegeschwindigkeit von bis zu 14 Knoten. Das Schiff hatte einen Schornstein, zwei Masten und war 115,80 Meter lang, 14,30 Meter breit und hatte einen Tiefgang von 6,90 Metern. Es konnten insgesamt 190 Passagiere befördert werden.
Die Falaba verkehrte auf der Route Liverpool–Westafrika und lief auf dieser Strecke verschiedene Häfen wie Lagos (Nigeria), Sassandra (Elfenbeinküste) und Las Palmas (Gran Canaria) an. Der Passagierdampfer wurde nach der gleichnamigen Stadt in Westafrika benannt. Falaba war im 19. Jahrhundert die Hauptstadt von Solimana, einem kleinen westafrikanischen Staat, der später in das Britische Empire eingegliedert wurde und heute zu Sierra Leone gehört.

## Versenkung
Am Sonnabend, dem 27. März 1915 um 18.00 Uhr legte die Falaba in Liverpool unter dem Kommando von Kapitän Frederick John Davis zu einer weiteren Überfahrt ab. Ziel war Freetown in Sierra Leone. An Bord waren 95 Besatzungsmitglieder, 147 Passagiere, darunter 7 Frauen und eine Fracht im Wert von etwa 50.000 britischen Pfund.

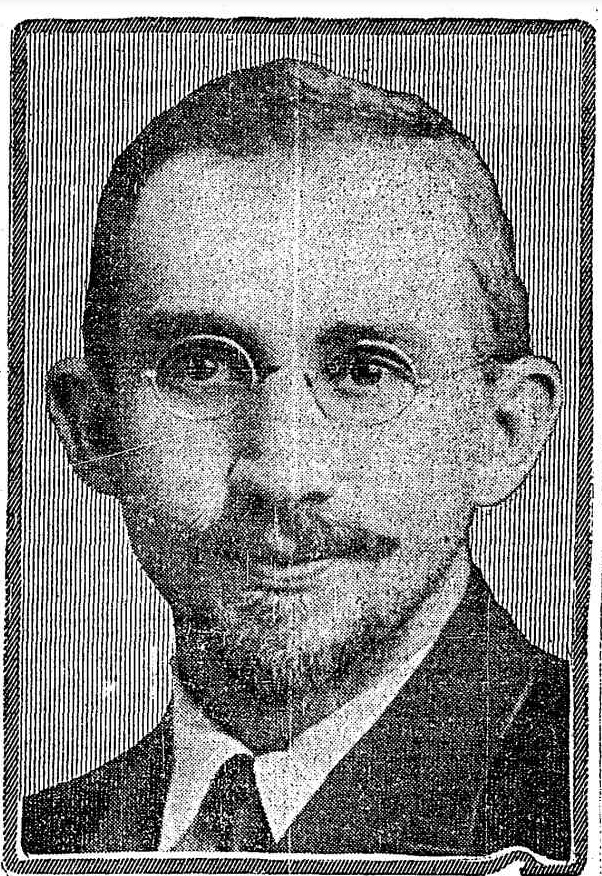
Leon C. Thrasher, das erste US-amerikanische Todesopfer des Ersten Weltkriegs.

Am 28. März um 11.40 Uhr wurde der Dampfer etwa 38 Seemeilen vor dem Leuchtturm Smalls Lighthouse an der Küste der walisischen Grafschaft Pembrokeshire von dem deutschen U-Boot U 28 gesichtet. Das U-Boot befand sich unter dem Kommando von Kapitänleutnant Georg Günther Freiherr von Forstner. Von Forstner hatte erst am Vortag im selben Gebiet den 2.114 BRT großen Passagierdampfer Aguila der Yeoward Line versenkt, was acht Menschen das Leben gekostet hatte.
U 28 hielt sich an die „Cruiser Rules“ und gab dem Passagierdampfer Zeit, zu stoppen und Passagiere und Besatzungsmitglieder von Bord gehen zu lassen. Die Falaba ignorierte die Anweisung und nahm stattdessen Höchstgeschwindigkeit auf. Von Forstner gab ein zweites Signal: „Stoppt oder ihr werdet torpediert“. Kapitän Davis war sich bewusst, dass U 28 16 Knoten machen konnte und entschied sich daher, sein Schiff anzuhalten. Zusätzlich ließ er die Rettungsboote ausschwingen und begann mit dem Fieren. Obwohl der Ozeandampfer nun endlich nachgegeben hatte und den Weisungen des U-Boots gefolgt war, feuerte U 28 23 Minuten nach dem ersten Kontakt einen Torpedo auf das unbewaffnete Schiff, welches zehn Minuten später unterging. In der kurzen Zeit hatten nur wenige Boote sicher gefiert werden können. Eines der Boote wurde durch die Torpedoexplosion in die Luft gejagt, ein anderes kenterte im Wasser. Die Deutschen gaben an, britische Torpedobootzerstörer begannen sich zu nähern, um der Falaba zu Hilfe zu eilen.
Von den 242 Menschen an Bord kamen 104 ums Leben (57 Passagiere und 47 Besatzungsmitglieder), darunter Kapitän Davis, der Schiffsarzt S. V. Daly und die Stewardess Louisa Tearle. Die Überlebenden wurden von den Fischkuttern Emma Eileen und Wenlock geborgen.
Unter den Toten war auch der 31-jährige Bergbauingenieur Leon Chester Thrasher (* 19. September 1883) aus Massachusetts. Er war der erste US-Amerikaner, der durch deutsche U-Boot-Angriffe auf britische Handelsschiffe ums Leben kam. Sein Tod hatte heftige Reaktionen auf der amerikanischen Seite zur Folge und sorgte für einen großen Niederschlag in Medienberichten und diplomatischen Noten. Sein Leichnam wurde erst im Mai 1915 aufgefunden, als an der Küste Südirlands die Todesopfer der Lusitania geborgen wurden.